# Ч
Ne doit pas être confondu avec la lettre latine Quatrième ton (lettre).

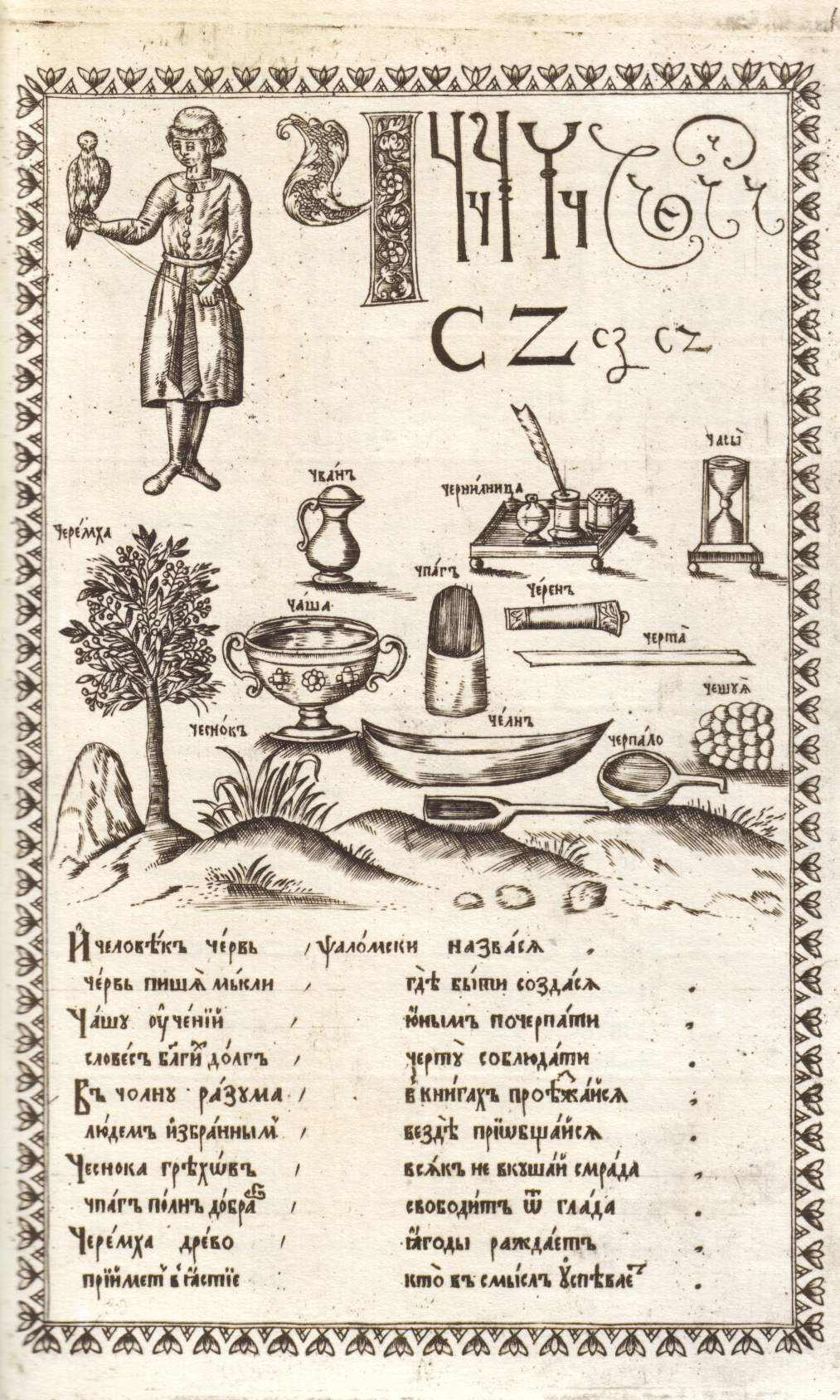
Les formes du tché dans l’Alphabet de Karion Istomin de 1694.

Tché (Ч, ч) est une lettre dans l'alphabet cyrillique. Il représente une consonne affriquée post-alvéolaire sourde /t͡ʃ/. Elle correspond à la lettre Č dans l'alphabet latin.

## Zhuang
Ч a été utilisé dans l'alphabet latin de la langue Zhuang entre 1957 et 1986 pour représenter le ton 4 (descendant), en raison de sa ressemblance avec le chiffre 4. Cette lettre a été remplacée par le X.

## Représentations informatiques
Cette lettre possède les représentations Unicode suivantes :
| formes    | représentations | chaînes de caractères | points de code | descriptions                     |
| --------- | --------------- | --------------------- | -------------- | -------------------------------- |
| capitale  | Ч               | Ч                     | U+0427         | lettre majuscule cyrillique tché |
| minuscule | ч               | ч                     | U+0447         | lettre minuscule cyrillique tché |